# Nagy aranyoshátú harkály
A nagy aranyoshátú harkály (Chrysocolaptes lucidus) a madarak (Aves) osztályának harkályalakúak (Piciformes) rendjébe, ezen belül a harkályfélék (Picidae) családjába tartozó faj.

## Rendszerezése
A fajt Giovanni Antonio Scopoli olasz természettudós írta le 1786-ban, a Picus nembe Picus lucidus néven.
Korábban azonosnak tartották a Chrysocolaptes guttacristatus fajjal (Tickell, 1833).

## Alfajai
- Chrysocolaptes lucidus lucidus (Scopoli, 1786)
- Chrysocolaptes lucidus montanus Ogilvie-Grant, 1905
- Chrysocolaptes lucidus rufopunctatus Hargitt, 1889[3]

## Előfordulása
A nagy aranyoshátú harkály, miután számos alfaja önálló fajnak bizonyult, a Fülöp-szigetekre szorult vissza. Eme szigetország következő szigetein lelhető fel: Bohol, Leyte, Samar, Biliran, Panaon, Mindanao, Basilan és Samal.
A természetes élőhelye szubtrópusi és trópusi síkvidéki- és hegyi esőerdők, lombhullató erdők, cserjések és ültetvények. Állandó nem vonuló faj.

## Megjelenése
Testhossza 28-34 centiméter, testtömege 127 gramm körüli. Teste zömök, nyaka hosszú, és feje tetején toll bóbitát visel. Tollazatának színe az élőhelytől függően változó, leginkább az aranybarna tónus uralkodik a hát és a szárnyak színezetében. Farka fekete színű. Hátán egy vörös folt található, míg a fejét fehér alapon feketén pettyezett tollak borítják. Egyenes, keskeny csőre hegyben végződik. A felnőtt hímeknek vörös koronájuk van, a tojóknál ez lehet aranyszínű, barna vagy fekete pettyes fehér.

## Életmódja
Erős csőrét a fakéreg alatt található rovarok felkutatására használja. Hosszú, ragacsos nyelvét kiöltve szerzi meg zsákmányát.

## Szaporodása
Fészekalja 3-4 tojásból áll.

## Természetvédelmi helyzete
Nagy az elterjedési területe, egyedszáma csökkenő. A Természetvédelmi Világszövetség Vörös listáján nem fenyegetett kategóriájában szerepel.

### Fordítás
- Ez a szócikk részben vagy egészben  a   Buff-spotted flameback című angol Wikipédia-szócikk ezen változatának fordításán alapul.  Az eredeti cikk szerkesztőit annak laptörténete sorolja fel. Ez a jelzés csupán a megfogalmazás eredetét és a szerzői jogokat jelzi, nem szolgál a cikkben szereplő információk forrásmegjelöléseként.